# 或る「小倉日記」伝
『或る「小倉日記」伝』（あるこくらにっきでん）は、松本清張の短編小説。『三田文学』1952年9月号に発表、翌年に第28回芥川賞を受賞した。
福岡県小倉市（現・北九州市小倉北区）在住であった松本清張が、地元を舞台に、森鷗外が軍医として小倉に赴任していた3年間の生活を記録することに生涯を捧げた人物を主人公として描いた短編小説である。
それまで朝日新聞西部本社に勤務しながら執筆活動を行っていた清張が、上京後小説家に専念するきっかけとなった作品。

## ストーリー
1938年（昭和13年）。田上耕作（たがみこうさく）は生まれつき神経系の障害で片足が麻痺しており、口が開いたままで言葉をうまくしゃべれない。ただ知的障害はなく、むしろ勉学に秀でており、小中と優秀な成績をおさめる。彼の母方の祖父が建てた貸し家には貧しい一家が住んでおり、そこのじいさんは伝便（でんびん）を仕事にしていた。耕作は朝方にじいさんが鈴を鳴らしてやがて消えてゆくのを、子どもながらにはかない気持ちで聴いていた。
耕作には中学以来、江南（えなみ）という友人がいた。江南は文学青年で、商社に勤めだしても就業中に詩を書くような男だった。ある日、江南は森鷗外の作品『独身』を耕作にすすめる。それを読んだ耕作は感動する。というのも、自分が子どもの頃に聴いていた伝便のことが書かれていたからだ。耕作は生涯賃金の出る仕事にはつけなかった。母の裁縫と家賃収入で暮らしていた。が、江南のつてで目録作りの仕事を始める。江南が紹介したのは病院経営者の白川だった。白川は文学青年の集まるグループの中心的人物であり、芸術的蔵書を多く保有していた。その蔵書の目録作りを耕作は手伝うことになる。ただ、手伝うといっても本の整理はもう一人の者がやるので、耕作はほとんど蔵の書を読んでいた。
ほどなくして、白川のグループでは資料を元に郷土の情報を発信する活動が流行り始める。それを見た耕作は、森鷗外の小倉での生活を記録して、失われていた『小倉日記』を補完することを思いつく。耕作は、『独身』、『鶏』、『二人の友』などの文献から小倉での鷗外の足跡を推測し、ベルトラン神父や玉水俊虠夫人はじめゆかりの人物を取材する。麻痺のある身体で荒れた山道はこたえる。その上目当ての家の者には門前払いにあい、翌日母ともう一度訪れるという不遇を味わう。幾度となく、「こんなことに意義はあるだろうか」という思いが押し寄せ彼を苦しめるが、江南や母の激励、文士K・Mからの返信、またそのつながりで鷗外の弟潤三郎からも手紙をもらい、耕作は一層力を尽くす。
そんな耕作に戦争が立ちふさがる。戦時下では鷗外ゆかりの者に話を聞くのは困難だった。また、耕作の麻痺症状は日に日に進んでいたのだが、戦後は食糧不足でさらに悪化し、ついには寝たきりになってしまう。江南は度々耕作の家を訪れ、食料を持ってくる。母は老体ながらも耕作を看病する。耕作は病状が改善したあとを空想した。風呂敷一杯には彼のあつめた「小倉日記」がある。
しかし、1950年（昭和25年）の暮れ、耕作の衰弱が激しくなる。江南がちょうど来ていた日だ。耕作が枕から頭を上げて、聞き耳を立てる仕草をするので、母が「どうしたの？」と訊く。もうほとんど口がきけなくなっていたが、彼ははっきりと言った。鈴の音が聞こえる、と。それは死ぬ者が味わう幻聴のようだった。次の日、耕作は息を引き取る。
翌年の二月、鷗外の一族が『小倉日記』の原本を発見する。日記の出現を知らずに耕作が死んだのは、幸か不幸かわからない。

## モデルと目される人物
本作はフィクションであり、時系列や設定など、実在の人物とは異なる虚構が含まれている。主人公の田上耕作は実名となっているが、実在の田上耕作より10歳近く若い設定に変更されている。森鷗外を専門とする文学研究者の山崎一穎は本作のモデルを以下の通り整理している。
- 田上ふじ - 田上友
- 江南鉄雄 - 阿南哲朗
- 白川慶一郎 - 曽田共助
- K・M - 木下杢太郎
- 玉水アキ - 玉水ハル
- 宇佐美 - 宇佐美房輝
- 白井正道 - 白木為直
- 田上定一 - 田上真寿雄
- 麻生作男は実名で言及されている。山田てる子のモデルは存在しないとされる。

## エピソード
- 著者が田上耕作の存在に関心を持った経緯について、1935年に北九州の郷土研究を目的として曽田共助（白川慶一郎のモデル）と吉永雪堂を中心に結成された小倉郷土会に、田上耕作が参加し、著者は小倉郷土会の当時の発行誌『豊前』を購読していた[3]。1937年12月に時局の影響で同誌が休刊した2か月後、田上耕作が小倉の森鷗外旧居に独力で標木を建てたことが話題となり、地元の新聞で大きく報道された[4]。1952年に小倉郷土会が活動を再開すると、著者が例会に出席した[3]。本作の作中には小倉郷土会の当時の関係者が仮名で登場している。また著者が、田上耕作と小中学校の同級生であった妙法寺[注釈 1]の住職の延本一雄と、田上耕作の生涯をしのんでいたとの記事がある[5]。
- 本作発表の直前に、著者は「小倉時代の鷗外」を発表[6]、文中に「今春筆者は柳川に麻生老をたずねて鷗外の思い出話をきいた」と記し、鷗外の小倉赴任中、福岡日日新聞の小倉支局長であった麻生作男に柳川で会ったことを記している[7]。
- 本作が『三田文学』に掲載された経緯は、著者の処女作「西郷札」が直木賞候補作となったことを受け、著者が掲載誌を3人の作家に送ったところ、そのうちの1人であり『三田文学』の編者でもあった作家・大脳生理学者の木々高太郎が、同作を「大そう立派なもの」と賞賛した上で、「発表紙なければ、小生が知人に話してもよろし」と返信し、これが縁となり、著者は本作の原稿を同誌に送ることになった[8]。
- 本作発表後の1952年11月、鷗外の長男の森於菟が小倉を訪問し、曽田共助邸で於菟を囲む小倉郷土会の座談会が行われたが、著者と於菟がこの席で引き合わされ、「三田文学に父のことを書かれたのは、あなたでしたか」と言う於菟に、著者はごく控えめに応対していたとされる[3][4]。
- 朝日新聞西部本社時代の同僚である吉田満は「芥川賞を受賞したときは、朝日の東京本社から第一報が来たのですが、松本さんは早々に退社していた。私は急いで自宅に車を走らせたが、自宅には奥さんしかいない。夜遅く帰ってきた松本さんは、野間宏原作の映画『眞空地帯』を見てきたと言い、私が受賞を知らせても全く信じない。カメラマンが写真を撮りに来てもまだ信じようとしない。仕方なく、私は家に帰りました。あとで聞くと、私が帰ったあとに家を飛び出して公衆電話から毎日新聞に電話して確かめたそうです。朝日と毎日が言うなら大丈夫だろうと考えたんでしょう」と述べている[9]。

## 初稿版と現行版
- 『三田文学』に掲載されて芥川賞を受賞した原稿は、『松本清張全集』をはじめ、現在各書籍に収録されているものとは異なっている[注釈 2]。これは原稿を『三田文学』にいったん送ったあとで改稿を行ったが間に合わず、送った原稿がそのまま芥川賞受賞となったためである。著者はのちに「『三田文学』の編集部宛に出したあと、文章が気になってしかたがなかったので、ノートに書きつけていた下書きを見ながら全文に手を入れてもういちど編集部に送った。そんなことをしたのも、『三田文学』に掲載されている他の作品の文章がわたしなどよりも格段にしっかりしていて、小説とはこういうものかと教えられる一方で、打ちひしがれた気持ちになって、せめて少しでもマシなものにしたいと思ったからである」「その書き直しの原稿は間に合わないで『三田文学』には前の原稿のが載った。それが芥川賞になったのだが、『文藝春秋』から再録を言ってきたときは、三田文学編集部に保存してあった二回目のほうを載せてもらった」と述べている[10]。
- 初稿版と現行版での登場人物名の変更は以下の通り。
  - 上田啓作 - 田上耕作
  - 津南 - 江南鉄雄
  - 須川安之助 - 白川慶一郎
  - 山内てる子 - 山田てる子
  - 玉水ハル - 玉水アキ
  - 麻生咲男 - 麻生作男

## ゆかりの場所

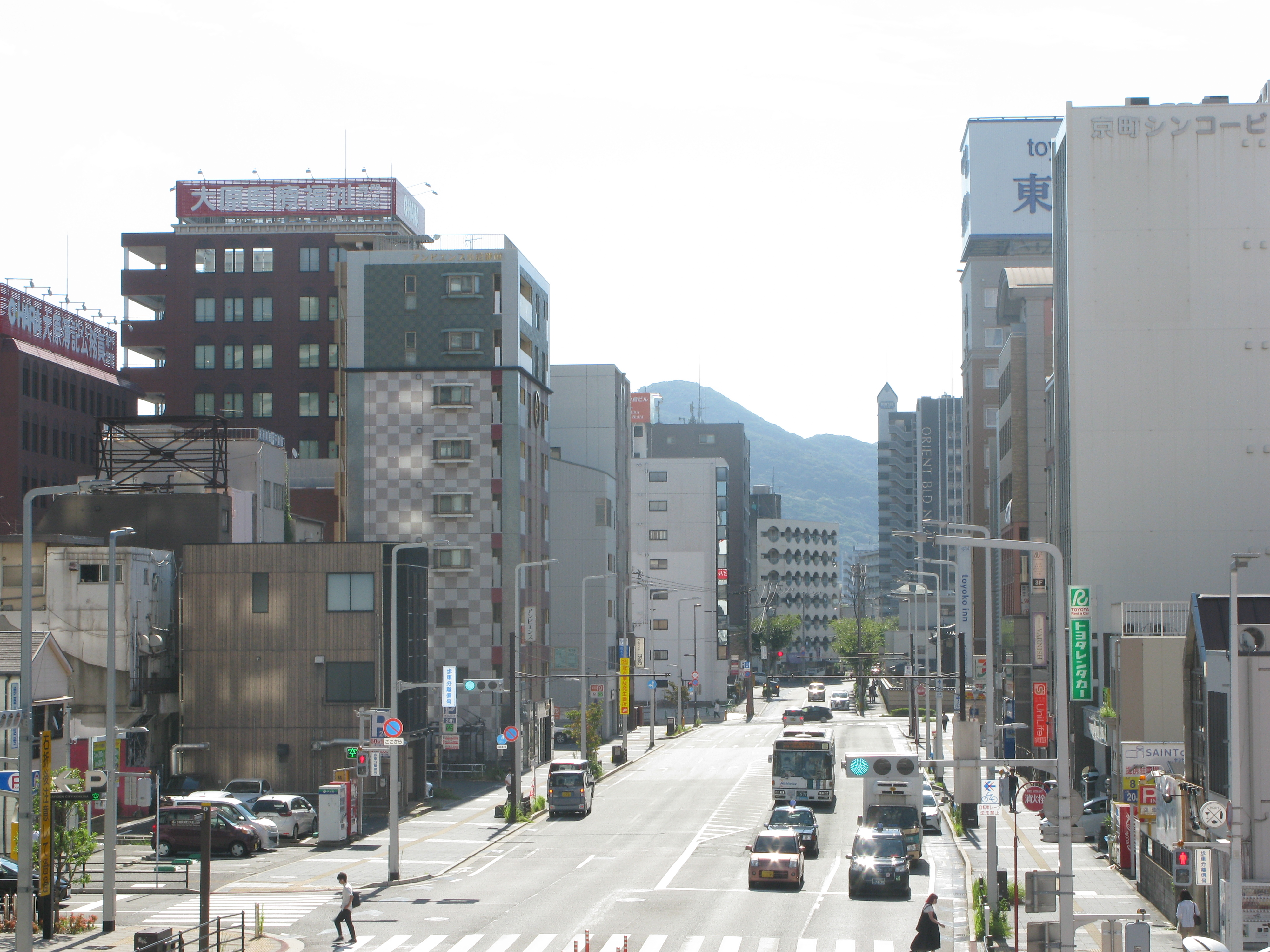
小倉駅小倉城口から見た博労町筋。田上耕作の住所は博労町の設定
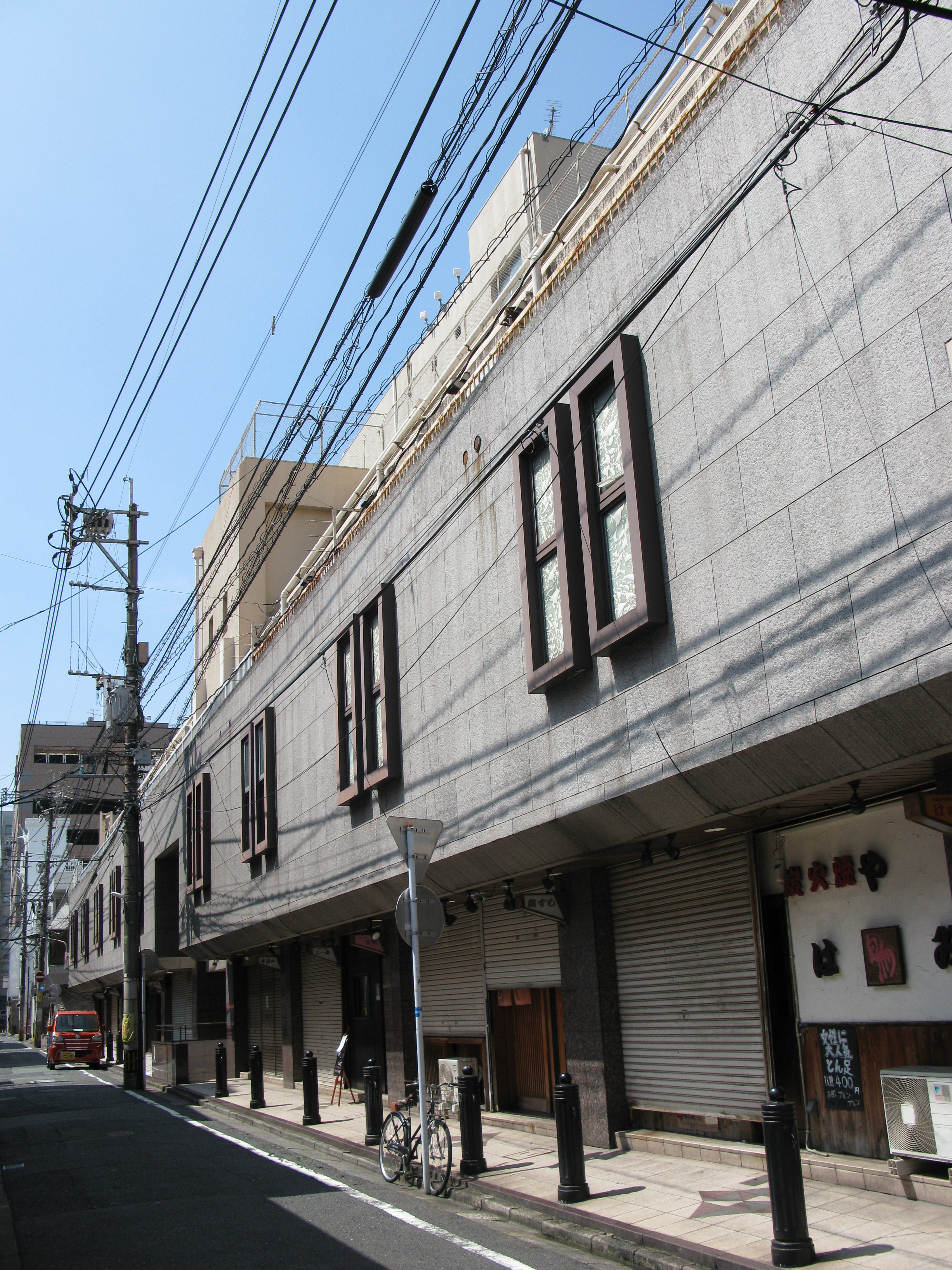
「白川病院」のモデルとなった曽田病院の跡地に建つニュー南国ビル（小倉北区堺町一丁目）
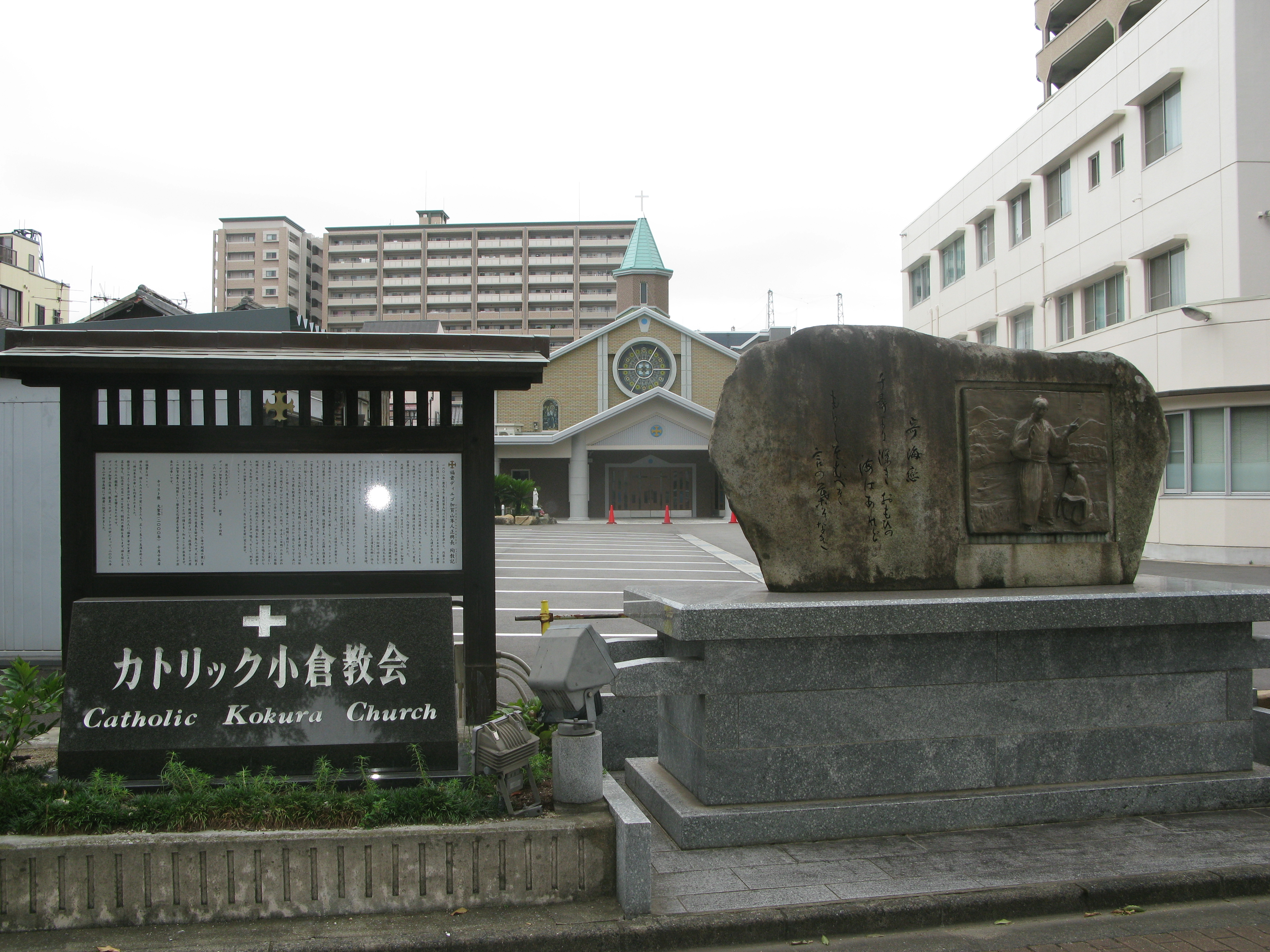
鷗外にフランス語を教えたベルトラン神父の居た、カトリック小倉教会（小倉北区香春口一丁目）
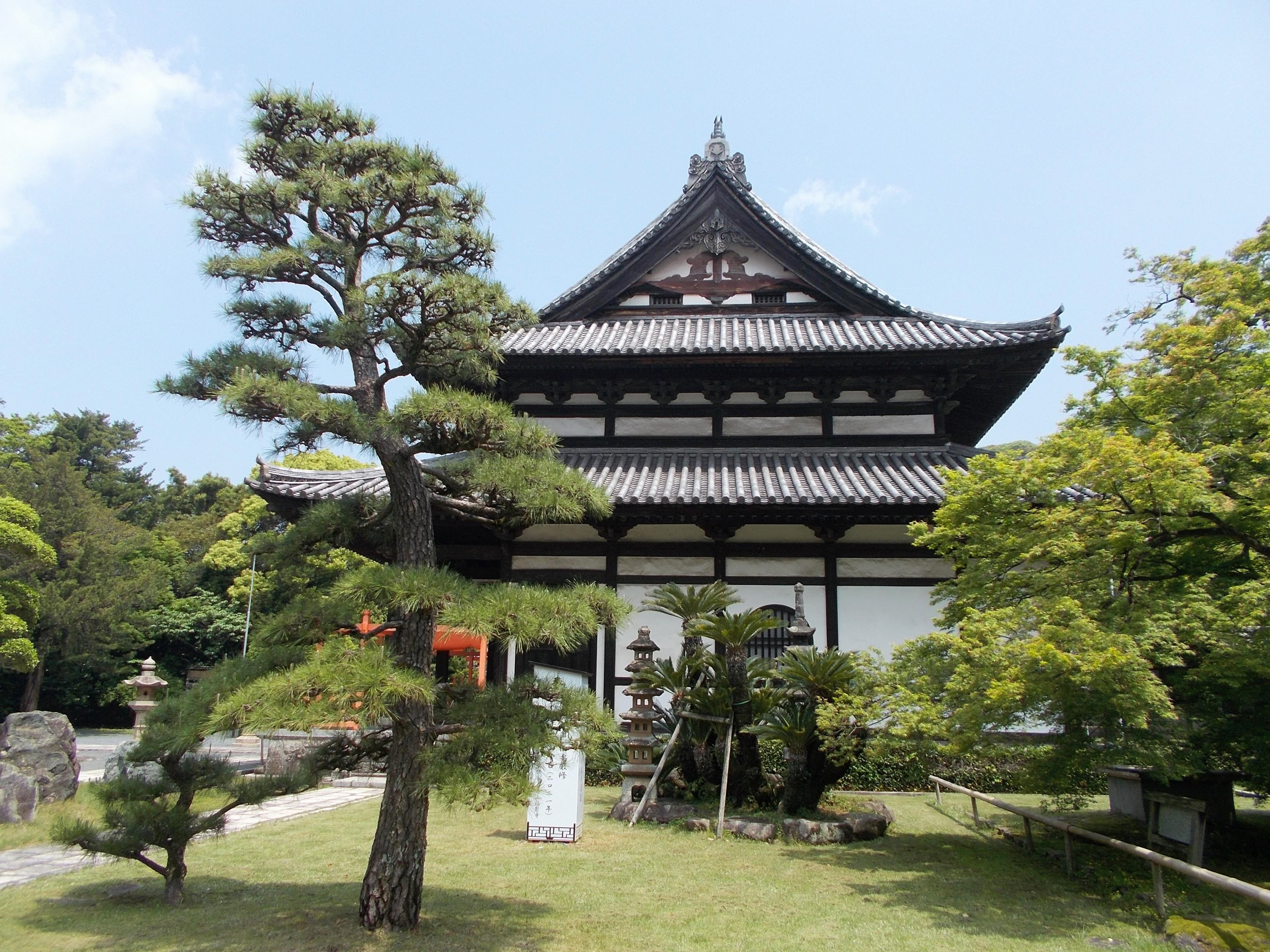
鷗外が訪問し、本作にも登場する広寿山福聚寺
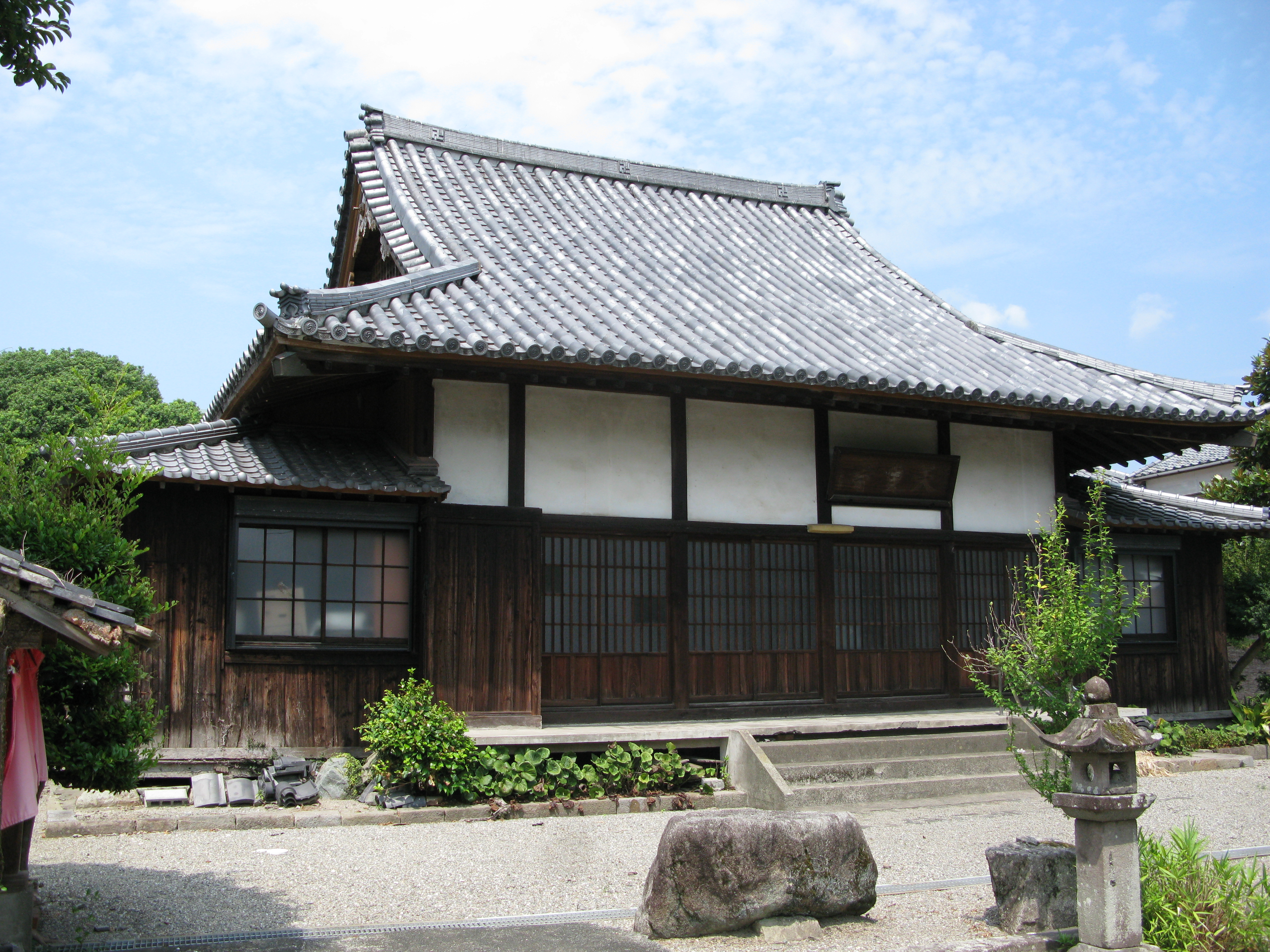
麻生作男の住まいとして9節に登場する柳川市の天叟寺
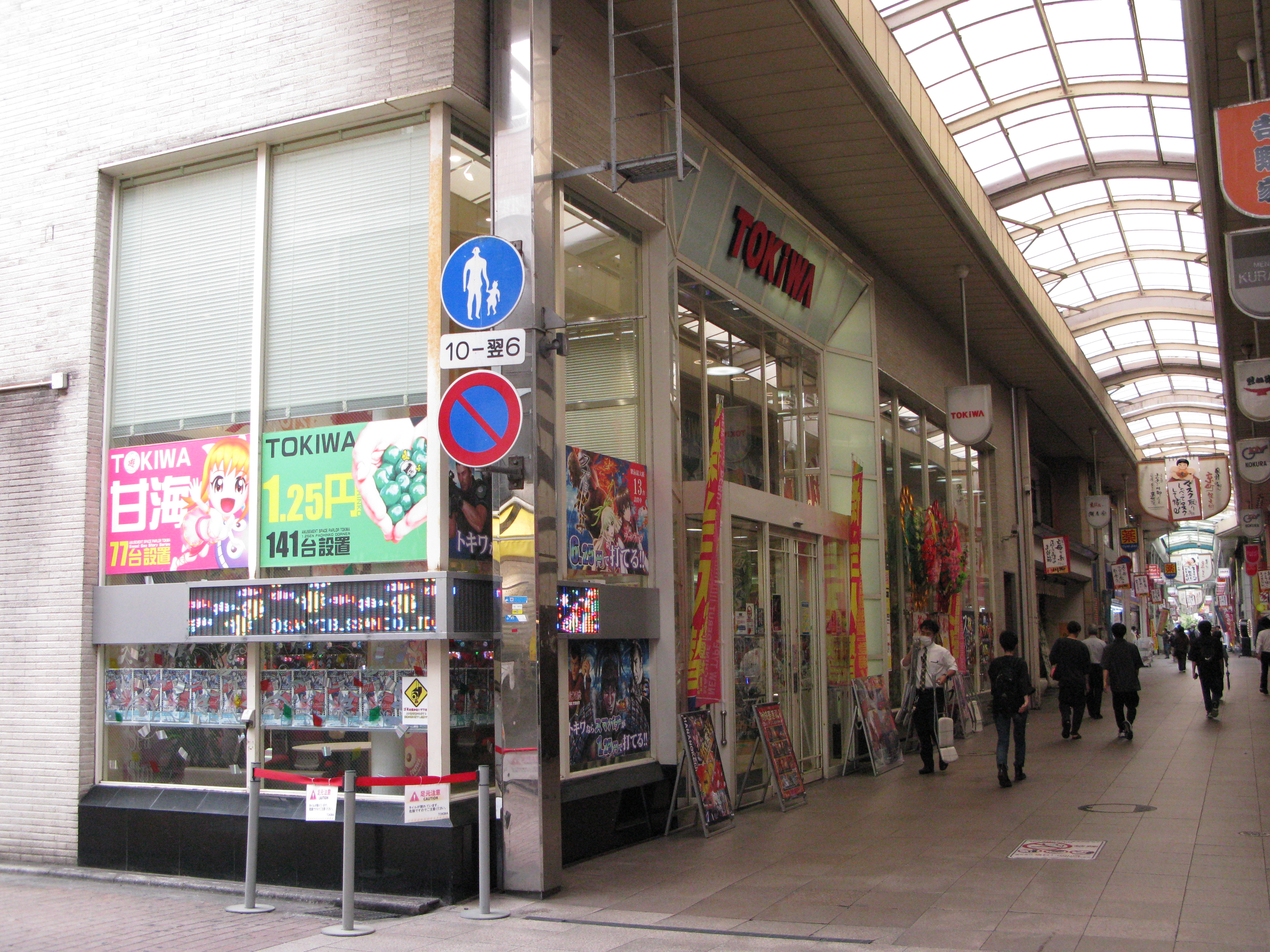
芥川賞受賞祝賀会が開催された「カフェーらいおん」跡地（小倉北区魚町一丁目）。小倉駅近くの京町銀天街、清張が副業で働いたことのある湖月堂の東隣に位置する。なお森鷗外『小倉日記』に登場する「三樹亭」は「カフェーらいおん」の前身である

## テレビドラマ

### 1965年版
関西テレビ制作・フジテレビ系列（FNS）の「松本清張シリーズ」枠（21:00 - 21:30。早川電機工業一社提供）で12月7日に放送。
スタッフ
- 脚本：春田耕三
- 監督：水野匡雄

キャスト
- 田上耕作：三國連太郎
- てる：吉行和子
- てるの叔父：吉田義夫
- 松下達夫

ほか
| 関西テレビ制作・フジテレビ系列 松本清張シリーズ | 関西テレビ制作・フジテレビ系列 松本清張シリーズ | 関西テレビ制作・フジテレビ系列 松本清張シリーズ |
| 前番組                                          | 番組名                                          | 次番組                                          |
| ----------------------------------------------- | ----------------------------------------------- | ----------------------------------------------- |
| 証言 （1965.11.23）                             | 或る「小倉日記」伝 （1965.12.7）                | 坂道の家 （1965.12.14）                         |

### 1993年版
「松本清張一周忌特別企画・或る『小倉日記』伝」。TBS系列で8月4日（21:00-22:54）に放送。
スタッフ
- 脚本：金子成人
- プロデューサー：堀川とんこう、大木一史
- 演出：堀川とんこう
- 撮影：山口泰博
- 照明：久保田芳實、加藤久雄、豊泉隆穂
- 美術：桜井鉄夫
- 装置：三木憲一
- 制作：TBS

キャスト
- 村上ふじ：松坂慶子
- 村上耕造：筒井道隆
- 山田てる子：国生さゆり (看護婦)
- 白川慶一郎：蟹江敬三 (病院長)
- 江波：大森嘉之
- 栗田：佐戸井けん太 (書生)
- 麻生：松村達雄 (元福岡日日新聞小倉支局長)
- てる子の叔父：今福将雄
- 西村淳二
- 佐古雅誉
- 渡辺哲
- 平泉成
- 不破万作
- 遠山俊也
- 武藤令子
- 坂口芳貞（ナレーション）

ほか
1993年版の受賞歴
- 第31回ギャラクシー賞優秀賞
- 1994年日本民間放送連盟賞最優秀賞（テレビドラマ）受賞
- 第20回放送文化基金賞
  - 優秀賞
  - 演技賞受賞（筒井道隆）
- 第33回日本テレビ技術賞（撮影部門・照明部門）受賞
- 日本映画照明技術者協会最優秀照明賞受賞
- 第5回上海テレビ祭テレビドラマ審査委員特別賞受賞